# 伊爾幹克拉通
伊尔干克拉通（Yilgarn Craton）是一个大型克拉通，包含西澳大利亚州大部分陆地。它是一系列沉积盆地和元古宙褶皱冲断带的结合体。纳尔耶尔地块杰克山岗的锆石形成日期约是~4.27 Ga，其中一片锆石岩屑更是老到4.4 Ga。:33–81
该克拉通内的穆齐森省包含最老的陨石撞击结构，约是2229±5Ma。:300

## 地质
伊尔干克拉通似乎在~2.94到2.63 Ga期间由先前许多板块和地块组合起来，大多数陆壳形成于3.2到2.8 Ga。
此次增生事件反映为广泛的花岗岩和花岗闪长岩侵入，伊尔干克拉通超过70%均由其组成；庞大的硅质拉斑玄武岩和科马提火成岩；:249–266区域性变质作用与变形作用，使得该克拉通拥有极为优良的金矿禀赋。
这些增生事件分阶段发生，可能是通过+在暂停活动的隐没带中被分开的陆块增生而来，伴随不时发生的活动恢复。
伊尔干克拉通主要由约~2.8 Ga变形花岗岩-片麻岩地块（西南省和西部片麻岩带）、3个花岗-绿岩地块（东北金矿区、南部十字地带和绿片岩变质穆齐森省）构成。部分绿岩带和花岗岩老到3.1-2.9 Ga，其他的年轻些，约有~2.75-2.65 Ga老。
伊尔干克拉通是西澳大利亚地盾地形区划之一，包含斯特灵-巴伦山板块、达令山脉和里切切陆棚区。

## 西部片麻岩地块

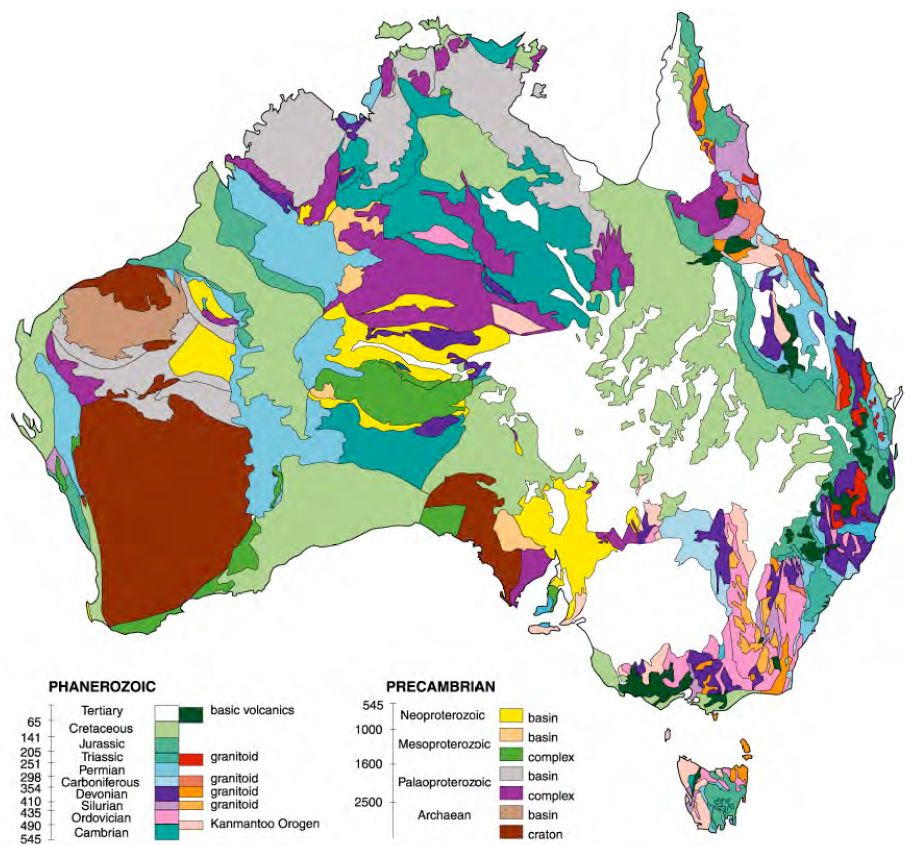
澳大利亚基础地质区域，按时间排序

西部片麻岩地块是一系列多变形高级早太古宙变质岩带，包含大量长石质浅色麻粒片麻岩，这对应地球上最老的地壳碎块。:175–178西部片麻岩地块与伊尔干克拉通剩余部分都不一样，后者的构成以变质火山岩为主，同时含有长英质和铁镁质岩石，而前者则有来自未知原岩的高级变质岩和片麻岩。
西部片麻岩地块出露于伊尔干克拉通西半部的北缘的纳尔耶尔片麻岩地块，是严重多变形了的长石变质花岗岩、变质沉积角闪岩级片麻岩和混合岩的混合体，形成时间在3.3到3.8 Ga，侧面是Murgoo片麻岩地块（2.95 Ga），包含2.75到2.6 Ga的花岗岩、仰冲蛇绿岩套和一些2.4到2.0 Ga元古宙片麻岩带。
伊尔干克拉通西缘一部分被显生宙沉积盆地覆盖，与2.7到2.55 Ga伊尔干构造域形成断层，位于2.75到2.65 Ga的Jumperding片麻岩复合体内，主要包含云母质石英岩、石英-长石-黑云母-石榴石片麻岩、红柱石和硅线石片岩、条状铁层和其它侵入物，还有少量斑状花岗岩。
Jumperding片麻岩复合域岩屑锌的年代从3267±30Ma至3341±100Ma，带3180Ma的变质增生。
伊尔干克拉通西南的Balingup片麻岩复合体镶嵌于来自早显生宙卢因复合体的变质岩内。Balingup复合体主要包括变质沉积副片麻岩、花岗正片麻岩、少量钙硅岩地层、超镁铁质及其他正角闪片麻岩。变质等级为顶级变粒岩，不过大部分保留了顶级角闪岩相的集聚。
总之，西部片麻岩地块反映了一个极早期的底层，其上，有伊尔干克拉通约2.70至2.55Ga的绿岩变火山岩带主体部分的沉积，其中有大量元古宙TTG岩石套和奥长花岗岩-英云闪长岩-闪长岩套花岗岩混入。

## 穆齐森省
穆齐森省位于伊尔干克拉通西部和北部。穆齐森省与周边构造省、西部片麻岩带以大型跨地壳结构分隔。
据Watkins （1990），穆齐森省地层可划为6个基本结构地层组分，其中有1个绿岩带，1个变火山岩-变沉积岩序列和4个花岗岩类岩套。
- Luke溪组变火山岩
- 农夫山组
- 早期花岗闪长-二长花岗岩侵入套（现在是有伟晶岩条带的正片麻岩）
- 二长花岗岩套（现在是折叠了的变花岗岩）
- 2个花岗岩类后构造区分套

伊尔干克拉通东北部的结构框架大体由扭压作用塑造，最终产生NNW向区域性剪切带的褶皱、逆断层、左旋走滑运动，接着是体现为重叠构造作用的区域性褶皱和缩短。人们对第一起变形事件了解甚少，不过似乎产生了南北向的冲断。
雅拉布巴陨石坑位于穆齐森省，是已知最古老的陨石撞击坑，约在2229 ± 5 Ma。撞击坑已被高度侵蚀，已没有任何源结构残余，陨石坑体现为椭圆形的异常航空磁测现象，约有20到11km大。这次撞击可能终结了休伦冰河时期。

## 南部十字省
南部十字省位于伊尔干克拉通中部。该地块内的Marda–Diemals绿岩带可分为3层：下面的绿岩带（约3.0 Ga）含镁铁火山岩和条带状铁岩层，中间的长英质火山岩层，还有上面的钙碱性火山岩（Marda复合体）沉积层（约2.73 Ga），还包含碎屑性沉积岩（Diemals组）。:39–49
东西向的造山运动（约2730–2680 Ma）分两个阶段，早期的褶皱阶段和晚期的沉积、变形阶段。后续造山运动（约2680–2655 Ma）反映为剪切带和弧形结构。
Marda–Diemals绿岩带的岩石地层与穆齐森地块北部的很像，不过比东部金矿地块南部有着更老的绿岩和变形事件。这说明东部金矿地块可能从更老的穆齐森–南部十字省花岗–绿岩核心增生而来。

## 东部金矿省
东部金矿省的太古宙Norseman-Wiluna绿岩带:39–49包含澳洲大多数金矿矿脉，比如著名的卡尔古利金矿。
这些金矿储量庞大，限于绿岩带的岩浆岩入侵沉积序列，不存在于花岗岩中。沿太古宙Boulder-Lefroy剪切带的金矿分布存在规律。
喷出科马提岩（超镁铁质火山岩）沿Norseman-Wiluna绿岩带出现。从火山岩浆岩为主到深成岩浆岩为主的变化出现于Norseman-Wiluna绿岩带，时代约2685–2675 Ma。大量高钙花岗岩侵入出现于2670–2655 Ma。:219–239大部分金在2650–2630 Ma沉积，其中又有大部分可以与走滑断层的重新激活（正逆兼有）相关联。
2660-2655 Ma的较早成金事件可以与大型扩张（正断层和花岗岩成拱）相关联，这反映于后来盆地的出现和地幔岩浆的侵入（正长岩和铁镁质花岗岩/斑岩）以及紧凑的逆时针PTt走廊。

## 相邻地块
伊尔干克拉通周围是形成年代不一、但都比其年轻的地块，主要形成于元古宙。邻接地块间的分界似乎说明，元古宙后发生过与伊尔干克拉通相关的构造事件。

### 珀斯盆地
伊尔干克拉通西侧是侏罗纪形成的珀斯盆地，中间以达令断层相隔。珀斯盆地被认为是在被动大陆边缘形成的裂谷填充盆地。

### 加斯科因复合体
珀斯盆地北部是加斯科因复合体、:201–218格兰加利盆地和耶里达盆地，它们均是中元古宙活动带的一部分，该活动带向东延伸到马斯格雷夫板块。加斯科因复合体和其它同时期的变质带包括重新激活的亚拉维尔罗片麻岩带和纳尔耶尔片麻岩地块，暗示从晚太古代到新元古代、甚至到古生代的多阶段走滑运动（与伊尔干克拉通边缘互相作用）。:443–460

### 阿尔巴尼-弗雷泽造山带
伊尔干克拉通的东-东南界是~1300 Ma的阿尔巴尼-弗雷泽造山带，主要由角闪岩到绿片岩相沉积组成，其原岩为片麻岩、混合岩和花岗岩。阿尔巴尼-弗雷泽造山带同时展现潜没相关构造与走滑构造，与澳洲其他元古代盆地和活动带有密切关系。

## 沉积盆地覆盖
伊尔干克拉通东部和东北部被古生代和显生宙的沉积盆地覆盖，包括坎宁盆地。达令山脉和达令断层将伊尔干克拉通和西边的珀斯盆地分开，上覆残留的侏罗纪沉积盆地。
伊尔干克拉通还有疑似的第三系及更新的古河道沉积，来自更老覆盖序列的侵蚀、沉积和再沉积，还包括元古代基底自身的风化层。

## 风化层
一般认为伊尔干克拉通在极其漫长的时间内都在海平面之上。伊尔干克拉通一部分表岩屑是世界上最老的，记录了早至白垩纪的风化作用。这是由亚热带纬度和伊尔干克拉通所处的特殊环境创造的，伊尔干克拉通几乎没有经历过冰河作用，地形基本平坦，几乎使得侵蚀作用接近理论上的最小值。
风化层的风化程度极深，部分地区地表以下100m均变为腐岩。一般认为这是新生代至古新世的热带条件创造的，斑驳的铝铁硅钙壳记录了化石化的树根，有些超过6000万年老。先前的风化事件被记录于侏罗纪磁化了的含铁红土，年代约180 Ma。
伊尔干克拉通的风化直接反映在动植物群落上，一部分土壤最终化石化。伊尔干克拉通大多数地表水盐度都很高，有些甚至过饱和。这使得大片土地贫瘠，有许多盐湖。过去上千万年来横穿澳洲陆地的降水将这些盐从岩石中溶解出来，高蒸发量又把水带走，将盐留下。
伊尔干克拉通的绿岩带有：
- 南部十字省绿岩带
- Norseman-维卢纳带
- Duketon带
- Gullewa绿岩带

## 经济地质学
伊尔干克拉通是澳洲最主要的矿区。它吸引了澳洲超过半数的勘矿支出，生产了澳洲超过三分之二的金和几乎全部镍。伊尔干克拉通有约30%的世界金储量、Template:Disputed inline世界约80%的钽储量、世界约20%的镍储量、可观的铁矿、铜、锌以及少量铅，还有大量铂、钒、钛和数量可观的铁矿。